# 晴る
「晴る」（はる）は、日本のロックバンド・ヨルシカの楽曲。Polydor Recordsより2024年1月5日に各音楽配信サービスにてリリースされた。
本楽曲は、テレビアニメ『葬送のフリーレン』第2クールオープニングテーマとして書き下ろされた。

## 概要

### 背景
本楽曲は、テレビアニメ『葬送のフリーレン』第2クールのオープニングテーマとして使用されており、ヨルシカがテレビアニメの主題歌を担当するのは、「斜陽」以来約8ヶ月振りとなった。
n-bunaは本楽曲について「この曲は晴れを書いた曲です。正確には晴れではない状態から晴れを願う曲です。この曲がフリーレンの世界と彼らの旅に花を添えられるものになっていれば幸いです」と述べている。

### リリース
2023年12月22日、テレビアニメ『葬送のフリーレン』第1クールの最終回放送直後に、2024年1月5日から放送される第2クールのオープニングテーマに、ヨルシカの新曲「晴る」が起用されたことが発表された。また、同日に公開されたテレビアニメのプロモーション映像がYoutubeにてアップロードされ、本楽曲の音源が一部公開された。
2024年1月5日0時より、テレビアニメ放送に先駆けて本楽曲の配信が開始。翌日の1月6日には本楽曲を使用したノンクレジットオープニング映像が公開された。

## 批評
- 漫画ウォッチャーの小原良平は、第1クールのオープニングテーマであるYOASOBIの「勇者」と比較して本楽曲の歌詞はより抽象度が高いと指摘したが、「作品にしっかり寄り添う楽曲になっている」と評価した[11]。
- 音楽ライターの石井恵梨子は本楽曲について「力強い言葉が飛び出すサビに生々しい感情の発露を感じ、そのことに驚いた」と述べ、suisの歌声を「物語を綴るための歌声ではなく、聴き手に強いメッセージを渡そうとする意思を持った歌声」と評価した[12]。

## 収録内容
| #         | タイトル  | 作詞・作曲・編曲 | 時間 |
| --------- | --------- | ---------------- | ---- |
| 1.        | 「晴る」  | n-buna           | 4:30 |
| 合計時間: | 合計時間: | 合計時間:        | 4:30 |

## ミュージックビデオ
2024年3月5日18時にミュージックビデオがYouTubeにてプレミア公開された。監督は、過去にも多数のヨルシカのミュージックビデオを手掛けている森江康太が担当している。

## タイアップ
- テレビアニメ『葬送のフリーレン』第2クールオープニングテーマ[14]
- サントリージン『翠（SUI）』suis from ヨルシカ × 山口つばさ コラボレーションWeb CM「翠と唄えば」[注 1]
- 八景島シーパラダイス 没入型ナイトパフォーマンス『LIGHTIA 〜七色のキセキ〜』イベント内使用楽曲[16]